# 쇠퉁소
《쇠퉁소》는 1988년 만화가 허영만의 일제강점기 배경으로 일본 제국에 저항하는 유협의 이야기를 그린 만화이다.